# Чорноп'ятко Іван Давидович
Іва́н Дави́дович Чорноп'я́тко (нар. 1914 — пом. 1947) — радянський прикордонник, учасник битви на озері Хасан, майор. Герой Радянського Союзу (1938).

## Життєпис
Народився 29 серпня (11 вересня) 1914 року в селі Нижньому, нині — селище міського типу Попаснянського району Луганської області, в селянській родині. Українець. Здобув неповну середню освіту. У 1929 році закінчив перший курс Лисичанського гірничого технікуму. Працював учнем слюсаря, помічником маркшейдера на Гірсько-Іванівській і Брянській копальнях на Донбасі.
З 1936 року — в лавах прикордонних військ НКВС СРСР. Закінчив школу молодшого командного складу. Проходив службу на посаді помічника командира взводу, згодом — командира взводу на Далекому Сході.
Командир взводу маневрової групи 59-го Посьєтського прикордонного загону Далекосхідного прикордонного округу військ НКВС СРСР молодший командир І. Д. Чорноп'ятко особливо відзначився під час боїв на озері Хасан. Перебуваючи на висоті Заозерній, він протягом перших днів конфлікту 4 рази ходив у розвідку, знищивши при цьому групу японських військовиків. У відповідальний момент бою перебрав на себе командування ротою. Отримавши під час бою три поранення, не полишив поле бою і продовжував керувати ротою. Підрозділ під його командуванням відбив 11 атак супротивника. Після четвертого поранення був винесений з поля бою в непритомному стані.
З вересня 1938 року — начальник застави того ж таки 59-го Посьєтського Червонопрапорного прикордонного загону. У 1941 році закінчив Військову академію імені М. В. Фрунзе. З серпня 1941 року — оперуповноважений оперативного відділу 2-го управління ГУПВ НКВС СРСР, а з жовтня того ж року — старший помічник начальника 1-го відділення 2-го відділу управління Забайкальського прикордонного округу. У грудні 1942 року призначений заступником командира 131-го окремого мотострілецького прикордонного полку. З жовтня 1943 року — командир окремого навчального снайперського батальйону ГУПВ НКВС СРСР, який виконував спеціальне завдання з охорони Тегеранської конференції голів урядів держав антигітлерівської коаліції в грудні 1943 року. З червня 1944 року — заступник начальника Сухумського прикордонного загону Грузинського прикордонного округу. З лютого 1947 року — молодший помічник начальника ГУПВ МВС СРСР.
11 грудня 1947 року загинув в авіакатастрофі, повертаючись з Токійського процесу над військовими злочинцями, де виступав як свідок. Літак потрапив у зону тайфуну й впав у Тихий океан неподалік острова Аскольд.

## Нагороди
Указом Президії Верховної Ради СРСР від 25 жовтня 1938 року «за зразкове виконання бойових завдань і геройство, виявлене при обороні району озера Хасан», молодшому командирові Чорноп'ятку Івану Давидовичу присвоєне звання Героя Радянського Союзу. Після встановлення знаку особливої відзнаки, отримав медаль «Золота Зірка» за № 101.
Був також нагороджений орденом Леніна (25.10.1938) і медалями.

## Пам'ять
Ім'ям Івана Чорноп'ятка названо вулиці в місті Гірському Попаснянського району Луганської області (Україна), в селищі Посьєт Хасанського району Приморського краю (Росія) і у Нижньому, рідному селі героя-прикордонника. Також у с. Нижньому, на території Нижнєнської ЗОШ I—III ступенів № 36, встановлено бюст, а у селищі Посьєт — обеліск на честь Івана Чорноп'ятка.
У СРСР ім'я «Іван Чорноп'ятко» носив великий риболовний морозильний траулер Міністерства рибного господарства СРСР.